# Стадион ФК Младост Батуловце
Стадион ФК Младост Батуловце је фудбалски стадион Младости из Батуловца екипе која игра у Јабланичкој Међуопштинској лиги. Стадион се налази у Батуловцу, селу поред Власотинца. На овом стадиону екипа ФК Младост Батуловце игра своје домаће утакмице. Поред стадиона налази се и свлачионица за фудбалере.